# Nouvelles Impressions d'Afrique
Nouvelles Impressions d'Afrique suivi de L'Âme de Victor Hugo est un poème de Raymond Roussel publié chez Alphonse Lemerre en juin 1932. Cet ouvrage est illustré de 59 dessins exécutés par Henri-Achille Zo.

## Résumé
Ce texte s'articule d'abord suivant quatre parties — ou chants — distinctes, indiquées sous forme de titres et dans la table des matières située en fin d'ouvrage, plus précise :
- 1 - Damiette - La maison où saint Louis fut prisonnier ;
- 2 - Le Champ de bataille des Pyramides ;
- 3 - La Colonne qui, léchée jusqu’à ce que la langue saigne, guérit la jaunisse (Mosquée Aboul'-Ma'atèh[1]. Environs de Damiette) ;
- 4 - Les Jardins de Rosette vus d’une dahabieh (Environs du Caire).

En fonction de cette partition, toute l'action semble se dérouler en Égypte.
Une cinquième partie intitulée L'Âme de Victor Hugo désigne la pièce poétique, un enchaînement de quatrains intercalés de pages vierges, qui clôture l'ouvrage et dont le sous-titre est « Mon Âme ».
Les Nouvelles Impressions d'Afrique commencent par les vers suivants :
Sans doute à réfléchir, à compter cela porte,
D'être avisé que là, derrière cette porte,
Fut trois mois prisonnier le roi saint!... Louis neuf!...

## Autour du livre

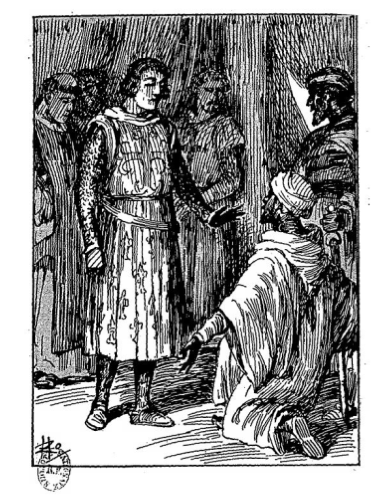
Premier dessin de Zo dans l'ordre de lecture (entre la p. 3 et la p. 4.)

### Rédaction
Les Nouvelles Impressions d'Afrique ne sont pas la « suite » des Impressions d'Afrique (1909-1910), mais quelque chose d'autre, un pendant, dont la confection a nécessité différentes contraintes formelles.
Les 1 274 vers sont des alexandrins et riment entre eux de façon embrassée et non croisée. Au fil de la lecture, on rencontres des appels de notes, numérotés indépendamment et eux-aussi en rime, et parfois, à l'intérieur de ces notes, un nouvel appel de note, également en rime.
Le récit se déploie, l'auteur ouvre alors une parenthèse dès le 10e vers, puis une autre, et encore une autre, de façon à créer un enchâssement, et elles sont toutes refermées au fil de la lecture : ainsi fait l'auteur par exemple au 23e vers, où sont refermées cinq parenthèses.
Originellement, Roussel voulait faire composer le texte en différentes couleurs pour faciliter la lecture.
Dans ce livre seules les pages impaires sont imprimées. L'achever d'imprimer est du 30 juin 1932.

### Illustrations

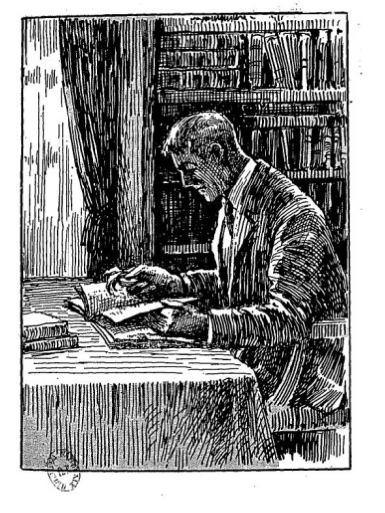
La 4e image montre un homme occupé à parcourir un livre.

Il s'agit du second ouvrage de Roussel incluant des illustrations, après La Poussière de soleils, conçu pour la scène théâtrale en 1926, et également en vers.
Ces images ont été commandées de façon anonyme par l'auteur à l'artiste via une agence de détective. Ici, les illustrations se présentent comme une suite de 59 images non légendées et toutes signées Henri-Achille Zo. Les planches ne sont pas numérotées et s'inscrivent en hors-texte, intercallées entre des pages vierges. En regardant une image, le lecteur comprend qu'elle correspond à certains vers. Ainsi, la première image figure Saint Louis à Damiette en Égypte.
D'autres images illustrent des moments prosaïques, comme pris dans la vie quotidienne moderne du début du XXe siècle : par exemple, on voit sur la 4e image un homme à son bureau en train de consulter un livre, ouvert, et tenant une fleur dans la main droite.
La 59e image arrive après la fin de la 4e partie du livre et figure un ciel nocturne constellé.
L'explication du nombre d'images repose sur le calcul suivant : les quatre parties ou chants des Nouvelles Impressions d'Afrique forment 258 pages typographiées, pliées sous la forme de 59 cahiers de 4 pages non coupés : ainsi, chaque image venait entre chaque cahier, dans l'espace laissé vide. La 28e image montre d'ailleurs un homme tentant de lire entre les pages non coupées d'un livre.

### Approche critique
En 1953, dans Une étude sur Raymond Roussel, Jean Ferry suppose que la disposition du récit en une suite de parenthèses enchâssées cache un message que l'on peut décrypter par le biais de l’alphabet inventé par Samuel Morse : il a l’idée de transcrire la succession de parenthèses du second chant en considérant chaque parenthèse comme une brève et le texte inclus comme une longue. La suite de brèves et de longues reste donc l’hypothèse d’un « message » métatextuel, quand, en 1993, le peintre Jean-Max Albert se penche à nouveau sur ce procédé analysé par Ferry, et propose cette transcription : « REVIS TES RÊVES EN ÉVEIL »,.
En 2004, Jacques Sivan entame une réflexion sur cette œuvre profondément déroutante pour le lecteur. Il remarque que « Nouvelles Impressions d’Afrique de Raymond Roussel est un livre fondamental pour l’écriture d’aujourd’hui. Il est « Le Livre » que Mallarmé n’a pas eu le temps d’achever. Nombreux sont les points communs qui rapprochent les œuvres de ces deux auteurs : importance de la question du pli, possibilité de lectures multiples par des procédés révolutionnaires parfois identiques, conception du livre à n dimensions précurseur des réalités virtuelles que nous connaissons aujourd’hui ».